# Župnija Vipavski Križ
Župnija Vipavski Križ je rimskokatoliška teritorialna župnija Vipavske dekanije v škofiji Koper.

## Sakralni objekti
- Cerkev Povišanja Svetega križa, Vipavski Križ – župnijska cerkev
- Cerkev svetega Petra, Dobravlje - podružnica
- Cerkev svetega Frančiška Asiškega, Vipavski Križ – samostanska cerkev
- Kapela svete Ane na pokopališču - Vipavski Križ

Od 1. januarja 2018  :
- Cerkev svetega Tomaža, Stomaž – podružnica
- Cerkev svetega Florijana, Velike Žablje – podružnica